# 吉川経見
吉川 経見（きっかわ つねみ）は、南北朝時代から室町時代中期にかけての武将。安芸国国人・吉川氏8代当主。小倉山城主。

## 生涯
安芸吉川氏の分家石見吉川氏の出身で、建徳2年（応安4年、1371年）、石見国における所領を相続する。
武将としての器量に優れ、安芸吉川氏の内紛を鎮圧し所領のほとんどを併合した。その実力から、男子のいなかった本家当主・吉川経秋より家督を継承し、九州探題今川了俊に従軍して九州を転戦した。応永10年（1403年）には、毛利光房、宍戸家秀、小早川義春、平賀貞宗、阿曽沼光郷、香川遠景等と共に南朝方となった熊谷直明の討伐を行い、直明を降伏させた。
応永13年（1406年）には安芸守護・武田氏から正式に吉川氏の本家当主として認められ、以後は経見の系統が吉川氏の本家を継ぐこととなった。また、居城を駿河丸城から小倉山城に移している。
応永23年（1416年）、嫡男経信に家督を譲って隠居し、永享7年（1435年）10月19日に死去した。